# あの娘にアタック
『あの娘にアタック』(Tell Her About It)は、ビリー・ジョエルの楽曲。

## 解説
アルバム『イノセント・マン』からの先行シングルとして発売され、全米チャート1位を記録した。ビリーの楽曲で全米チャート1位を記録したのは、『ロックンロールが最高さ』に続き2曲目。またイギリスのチャートでも4位を記録し、日本でもシングルカットされた。さらに日本においてはフジテレビ系『情報プレゼンター とくダネ!』の2012年度上半期テーマソングとしても有名である。
ビリーの代表曲の一つで、2011年発表の『ラヴ・ソングス』を除くすべてのベスト・アルバムに収録されている｡
また、John "Jellybean" Benitezがミックスしたスペシャル･バージョンが12インチ･マキシ･シングルとしてリリースされた。B面はアルバム『イノセント・マン』より「Easy Money」とサム&デイヴで有名な「You Got Me Hummin'」(ライヴ収録)。